# Ministerul Securității Statului din Transnistria
Ministerul Securității Statului (moldovenească: Министерул секуритэций статулуй, rusă: Министерство государственной безопасности, ucraineană: Міністерство державної безпеки) este denumirea serviciului de informații al Transnistriei. El a fost înființat la data de 16 mai 1992, având sediul în municipiul Tiraspol, str. Manoilov nr. 42. Conducătorul său a fost generalul Vladimir Antiufeev, un fost ofițer al KGB. Șeful secției de apărare a Constituției este începând din anul 1992 Dmitri Soin. 
Serviciul de poliție politică sovietică în perioada 1946-1953, ca și poliția politică din fosta Republica Democrată Germană au purtat de asemenea denumirea de "Minister al Securității Statului".